# 딜라이트 (프로게이머)
딜라이트(본명: 유환중, 2002년 9월 12일 ~ )는 대한민국의 리그 오브 레전드 프로게이머로 아이디는 Delight이다. 포지션은 서포터이다. 과거에는 Crescent라는 아이디를 사용하기도 했다.

## 선수 생활
프로게이머 데뷔전 젠지와 T1 아카데미 팀에서 활동했다.
2021시즌을 앞두고 프레딧 브리온에 입단하면서 프로 커리어를 시작했다. 2021시즌 팀의 주전 서포터로 낙점받으면서 활동했다.
2022시즌을 앞두고 팀에 잔류했다. 2022시즌에도 팀의 주전 서포터로 활동했다. 스프링 시즌에는 좋은 모습을 보여주면서 팀의 포스트시즌 진출에 기여했다. 2022시즌 종료 후 FA가 되면서 퇴단했다.
2023시즌을 앞두고 Gen.G에 입단했다. Gen.G 소속으로 LCK 스프링, 서머를 우승하였다.
2024시즌을 앞두고 Gen.G와의 계약 만료로 퇴단하였고, 직후 한화생명 e스포츠와 2년 계약을 체결하여 이적했다. 한화생명에서 LCK 서머를 우승하였다.

## 소속팀
| # | 팀명             | 소속 기간                      | 소속 리그 | 비고 |
| - | ---------------- | ------------------------------ | --------- | ---- |
| 1 | 프레딧 브리온    | 2020.12.05 ~ 2022.11.21        | LCK       |      |
| 2 | Gen.G            | 2022.11.23 ~ 2023.11.21        | LCK       |      |
| 3 | 한화생명 e스포츠 | 2023.11.23 ~ 2025.11.17 (예정) | LCK       |      |

## 수상 내역
- LCK 아카데미 시리즈 2020 9월 대회 우승
- LCK 아카데미 시리즈 2020 10월 대회 우승
- 2022 LCK 어워드 JW중외제약 밝은 협곡에 눈뜨다 상
- 2023 리그 오브 레전드 챔피언스 코리아 스프링 우승
- 2023 리그 오브 레전드 챔피언스 코리아 서머 우승
- 2023 LCK 어워드 시크릿랩 어시스트 킹 상
- 2024 리그 오브 레전드 챔피언스 코리아 서머 우승